# Мишин, Валерий Андреевич
Валерий Андреевич Мишин (род. 14 января 1939, Симферополь, Крым) — художник, поэт, литератор.

## Биография
Валерий Мишин член Санкт-Петербургский Союз художников и Союз писателей Санкт-Петербурга, Международной федерации художников ЮНЕСКО, Международной ассоциации писателей. Заслуженный художник России. Почетный академик Российской академии художеств. Член Санкт-Петербургская Академия современного искусства бессмертных.

### Ранние годы
Валерий Мишин родился в семье учителей. Раннее детство провел в Крыму, в 1949 году семья переехала на Урал, сначала в город Ирбит, затем в Свердловск. Начальное художественное образование Валерий получил в Изостудии Дворца пионеров у Якова Яковлевича Шаповалова (впоследствии директора Свердловской картинной галереи). После школы поступил на Архитектурный факультет Свердловского Политехнического института, который вскоре оставил и перешёл в Свердловское художественное училище, в котором преподавал "младший футурист" Павел Петрович Хожателев (1895—1987). В то время в училище сформировалась группа художников, чье взаимовлияние оказалось благотворным для каждого (Валерий Мишин, Петр Дик, Константин Фокин, Владимир Буйначев и др.).

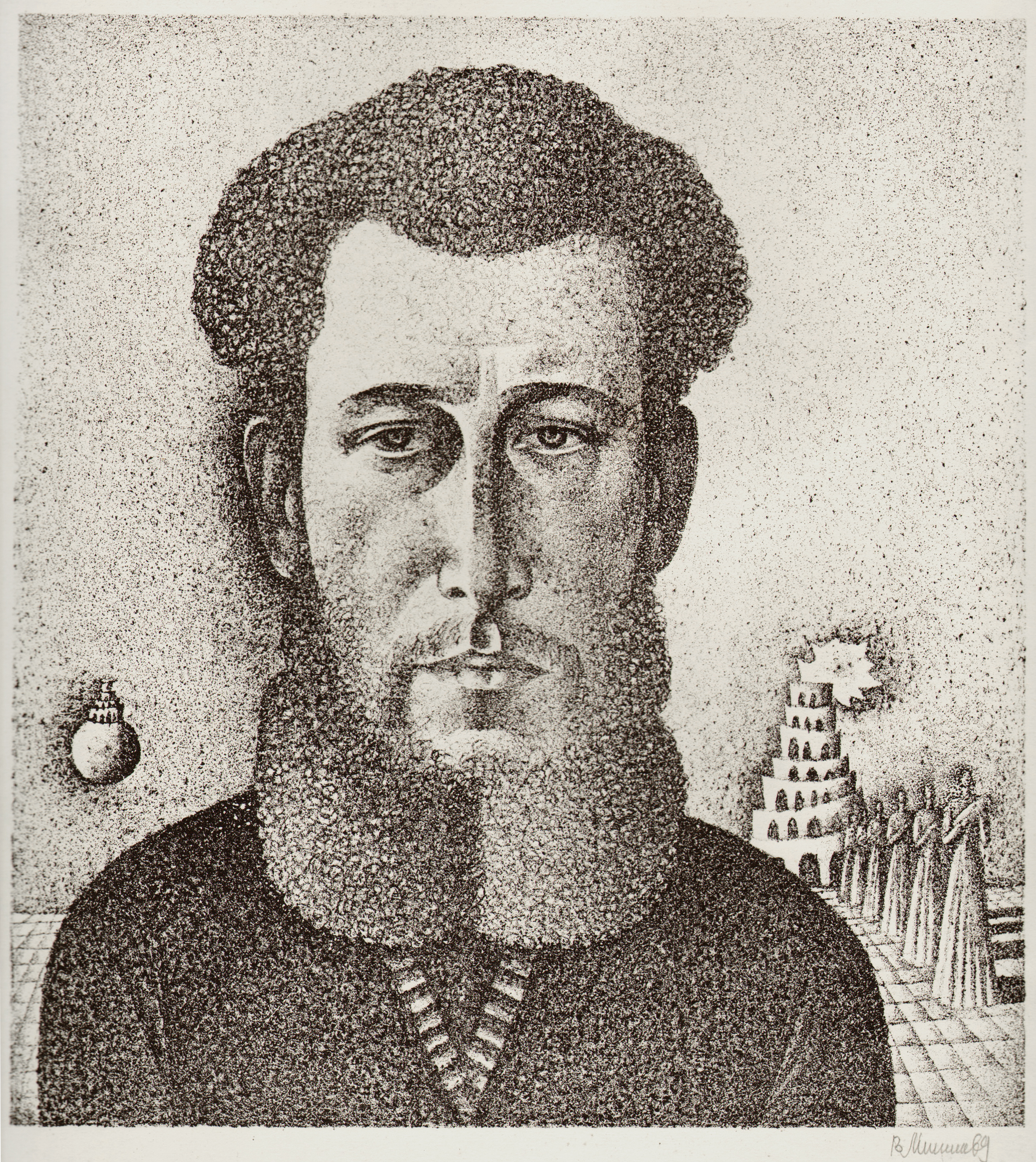
Портрет Константина Кузьминского. 1968, 29,7 х 27 см, б., литография.

### Ленинград / Санкт-Петербург
В 1963 году Валерий Мишин уезжает из Свердловска в Ленинград и поступает в ЛВХПУ им. В. И. Мухиной на отделение Монументально-декоративной живописи. В 1960 годы «Муха», как называли её художники, считалась рассадником художественного свободомыслия. Здесь преподавал Глеб Александрович Савинов, сын Александра Ивановича Савинова, художника группы Мир искусства. В мастерской Глеба Александровича Савинова и учился Мишин. В это время он сближается с соучениками по училищу: Владимиром Макаренко, Геннадием Сорокиным, Анатолием Заславским, Анатолием Васильевым. В годы учёбы увлекается (спорной, как показало время) идеей старых мастеров, утверждавших, что в основе изобразительного искусства прежде всего лежит рисунок. Отсюда — долгое занятие графикой. На любовь к печатной графике серьёзное влияние оказал легендарный печатник Герман Петрович Пахаревский, которому Валерий Мишин посвятил повесть «Герман—Печатник».
Однако, живопись художник считает главной составляющей своего творчества. За годы работы им написано несколько сотен холстов, в которых автор пытается совместить, казалось бы, несовместимое: колористические принципы классической живописи с современными веяниями (то есть колерную и валёрную живопись).

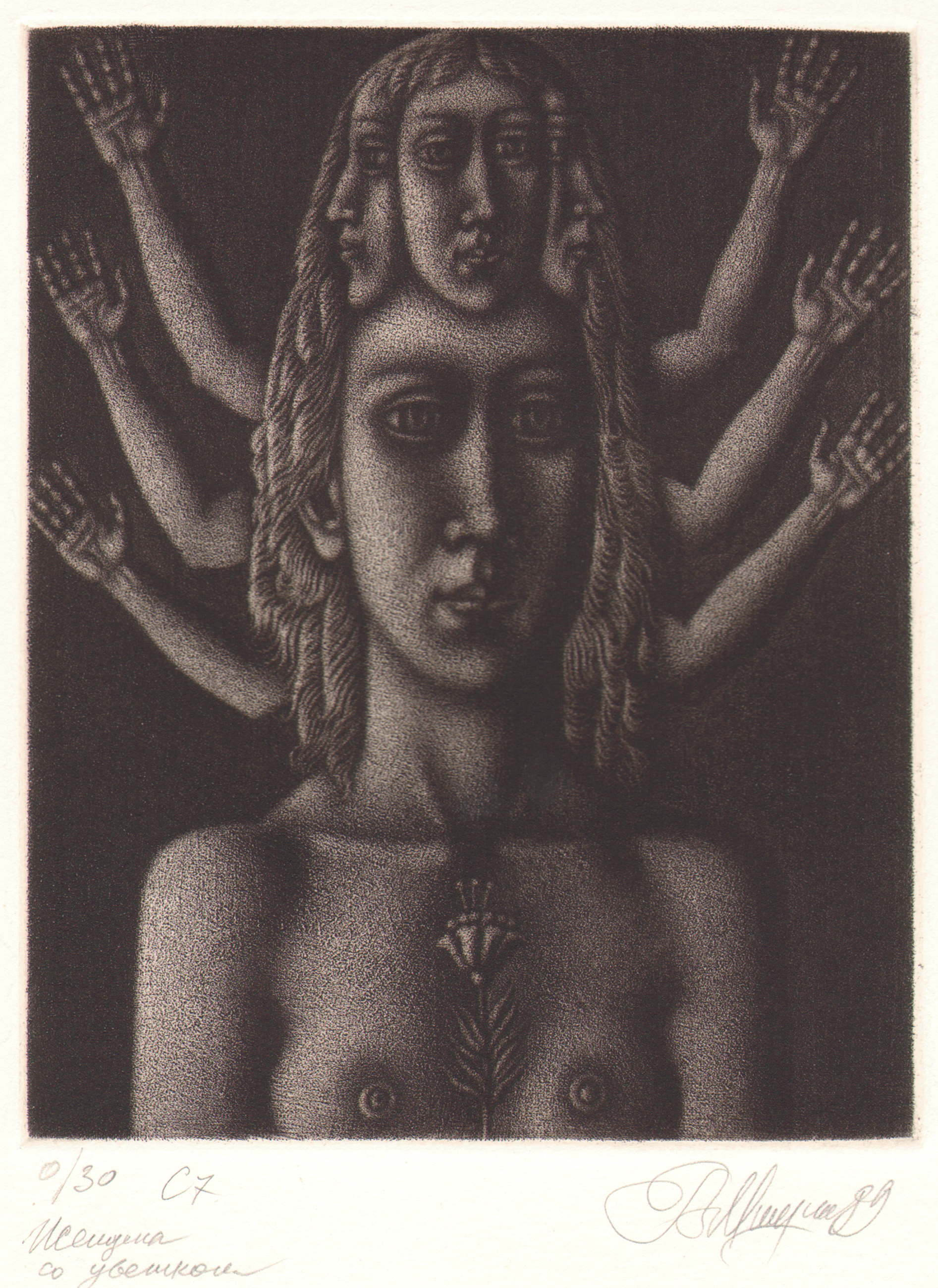
Женщина со цветком. 1989, 14,8 х 11,8 см, б., меццо-тинто

Значительное место в творчестве Мишина занимают опыты с использованием реальных предметов и их отпечатков на холсте и бумаге, названные Re-Re (ResidualRealism) — Остаточным Реализмом. Результат этой экспериментальной работы был показан на персональной выставке художника в Московском Музее Современного Искусства (2003).
Ещё студентом Валерий Мишин начинает участвовать в выставках (1966). Его графические листы успешно экспонируются, как в России, так и за рубежом. Ранние работы молодого художника с их яркой выразительностью и пластической узнаваемостью приносят ему известность.
В 1968 году Мишин оканчивает ЛВХПУ им. В. И. Мухиной.
В 1969 состоялась одна из первых квартирных выставок в Москве — персональная выставка Валерия Мишина в «Башне на болоте» поэта Славы Лёна. В 1960-1980 годы художник создает несколько протяженных графических циклов: «Мужики», «Времена меняются и мы меняемся вместе с ними», «Я жить хочу, чтоб мыслить и страдать» — этот цикл в 1975 году был представлен на выставке художников нонконформистов в ДК «Невский».
В 1975 году входит в художественную Группу восьми («Лестница»), объединившую молодых и независимых художников (графиков, живописцев, скульпторов), периодически выставляется вместе с членами группы до 2016 года. Валерию Мишину свойственны не только большая эрудированность и прекрасное владение мастерством графика и живописца, но и острота художественного решения, работа с символами, философское осмысление прошлого и настоящего.

### Литературное творчество и книги

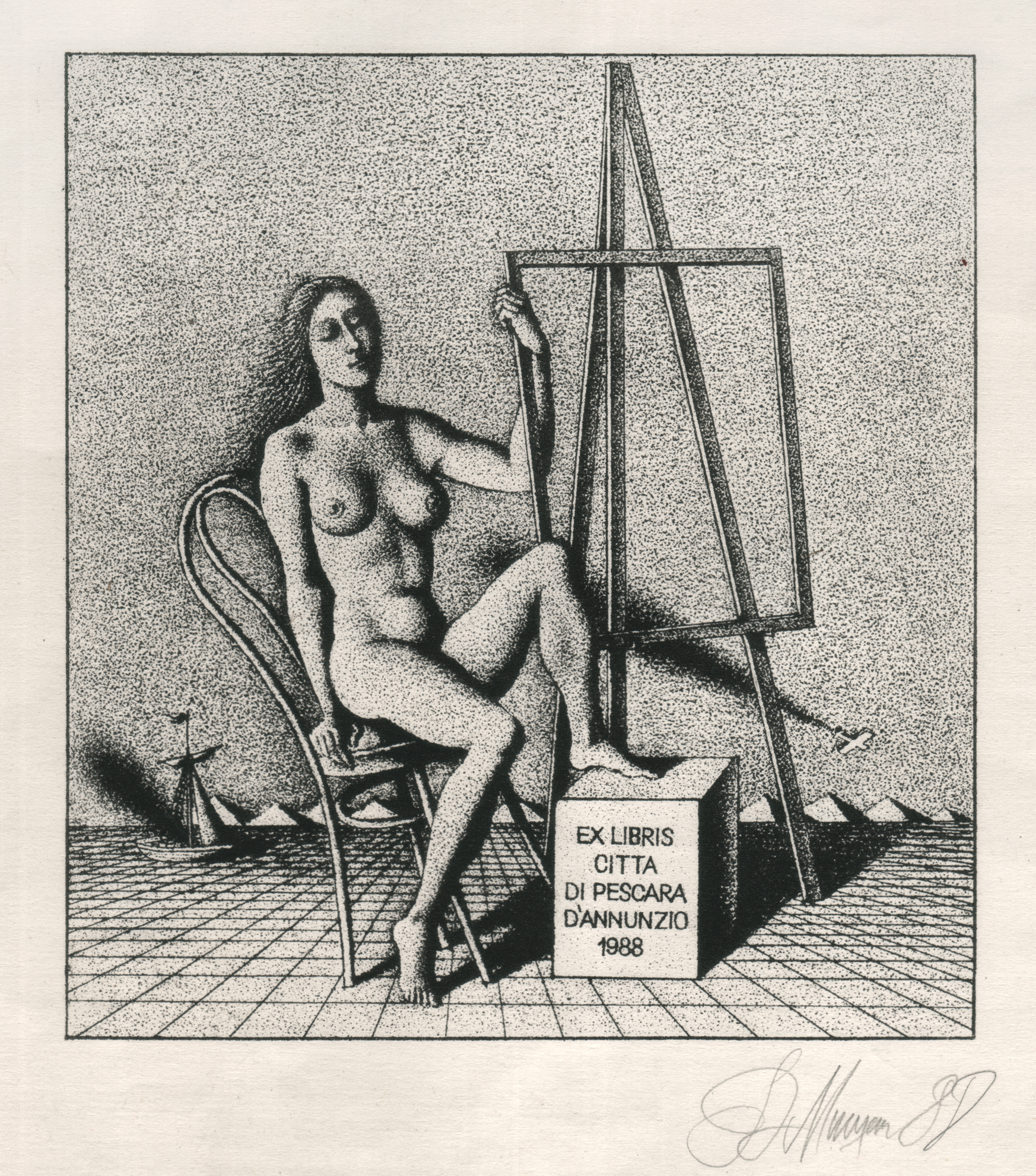
Экслибрис Citta di Pescara Dannunzio. 1988, 14 × 13 см, б., литография

С начала 1960-х годов Валерий Мишин посещает литературное объединение Татьяны Григорьевны Гнедич (которая высоко ценила его прозу), где сближается с поэтами Константином Кузьминским, Славой Лёном, Виктором Кривулиным, Олегом Охапкиным, Еленой Шварц, Тамарой Буковской. 
Стихи и прозу Валерий Мишин пишет на протяжении всей жизни, его произведения напечатаны во многих антологиях, как в России, так и за рубежом, переведены на английский, немецкий, французский, финский языки, он автор стихотворных и прозаических книг и эссе по проблемам художественного творчества.
С 1960-х годов Валерий Мишин публиковался в самиздате и, продолжая эти традиции в девяностые и нулевые годы (совместно с Тамарой Буковской) издавал самиздатские журналы «Акт», «Словолов» «lit(э)riЧЕ», участвовал в составлении антологий: «Актуальная поэзия на Пушкинской-10» (Киев: ПТАХ. 2009); «Перекрёстное опыление», антология одного стихотворения 1 (СПб: ВВМ. 2011); «В поисках утраченного Я», антология одного стихотворения 2 (СПб: ВВМ. 2012).
Тонкое понимание природы художественного текста и глубокое проникновение в замысел автора позволяет художнику создавать уникальные по смысловому наполнению и авторской манере графические циклы, посвященные творчеству Карамзина, Пушкина, Маяковского, Цветаевой, Соллогуба, Замятина, для издательств «Художественная литература», «Вита Нова», «Редкая книга из Санкт-Петербурга» и др.
С 2006 по 2014 год художник работал над циклом иллюстраций к вечному тексту «Песни Песней» царя Соломона для уникальной книги издательства «Редкая книга из Санкт-Петербурга».
В 2018 году Валерий Мишин (сотрудничая с литографской мастерской Алексея Баранова) обращается к авторской книге, создавая литографированные издания основанные на собственных поэтических текстах художника. Мишин — один из участников большого группового проекта в формате книги художника — Город как субъективность художника (2018-2020).

## Музейные собрания
- ГМИИ им. Пушкина. (Москва).

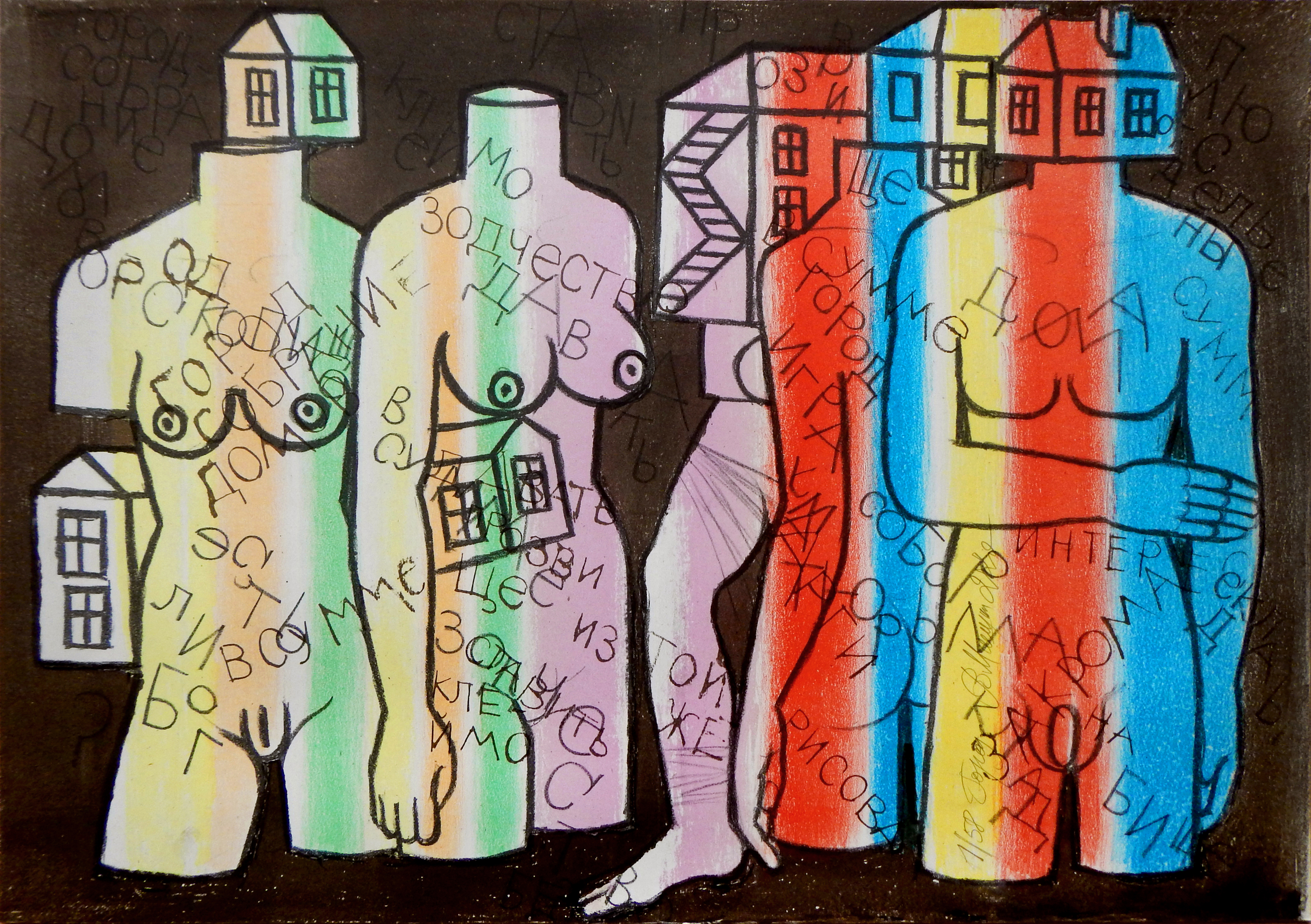
Метафизика города. Экз. № 1/58, из коллекции Научной библиотеки ГЭ. (Для проекта Город как субъективность художника). 2019—2020, 420 × 594 мм, бумага, цветная литография

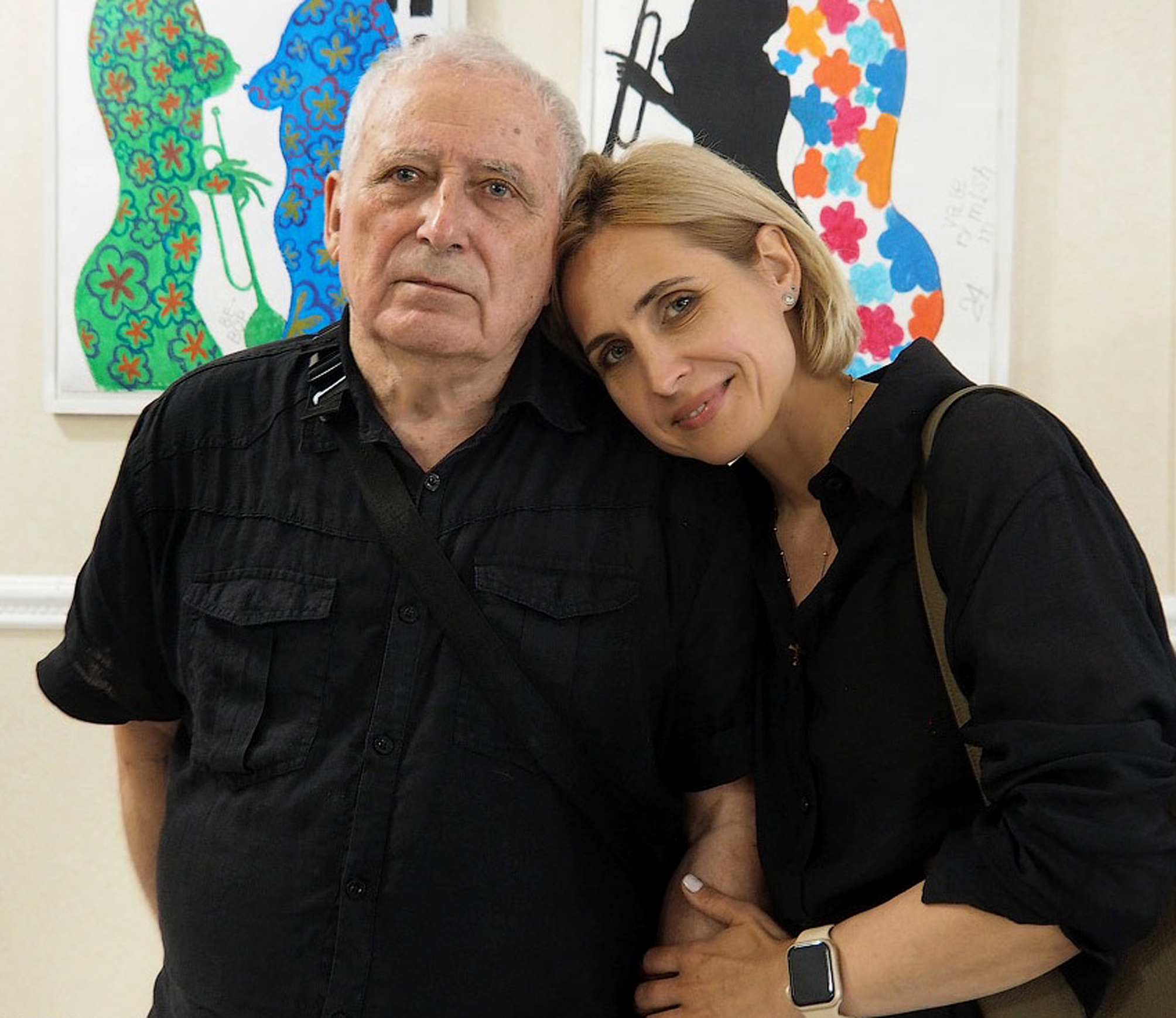
В. А. Мишин дочерью. СПб. Дом писателя. В-ка Non-Stop Jazz (Мишин, Парыгин, Шарапов). 31.05.2024. Фото — В. Михайлуца

- Эрмитаж. Научная библиотека Эрмитажа. Сектор редких книг и рукописей. (Санкт-Петербург).
- Государственный Русский музей. Отдел гравюры XVIII—ХХI вв.
- Всероссийский музей А. С. Пушкина (Пушкин).
- Государственный музей А. С. Пушкина (Москва).
- Литературно-мемориальный музей Ф. М. Достоевского (Санкт-Петербург).
- Государственный музей истории Санкт-Петербурга.
- Музей современных искусств им.С.П.Дягилева СПбГУ (Санкт-Петербург).
- Государственный музей городской скульптуры (Санкт-Петербург).
- Российская национальная библиотека. Отдел эстампов и фотографий РНБ. (Санкт-Петербург).
- Государственный музей-заповедник «Петергоф».
- Музей нонконформистского искусства (Санкт-Петербург).
- Государственный мемориальный историко-литературный и природно-ландшафтный музей-заповедник А.С. Пушкина «Михайловское».
- Московский музей современного искусства. (Москва).
- Музей современного искусства «Гараж». Коллекция книги художника. (Москва).
- Научная библиотека Третьяковской галереи. ГТГ. (Москва).
- Музей искусства Санкт-Петербурга XX-XXI веков ЦВЗ Манеж. (Санкт-Петербург).
- Калининградский областной музей изобразительных искусств.
- Вологодская областная картинная галерея. (Вологда).
- Национальный музей игральных карт (Бельгия).
- Museum and Art Gallery (Бристоль).
- Zimmerly Art Museum (New Brunswick, New Jersy).
- Майнцский музей Гутенберга (Майнц).
- Museum of the House of Humor and Satire (Габрово).
- Civic Museum of Crema (Крема).

На сайте Государственного каталога музейного фонда России (на 17.05.2025) доступна информация по 577 произведениям художника из музейных собраний РФ.

## Библиография

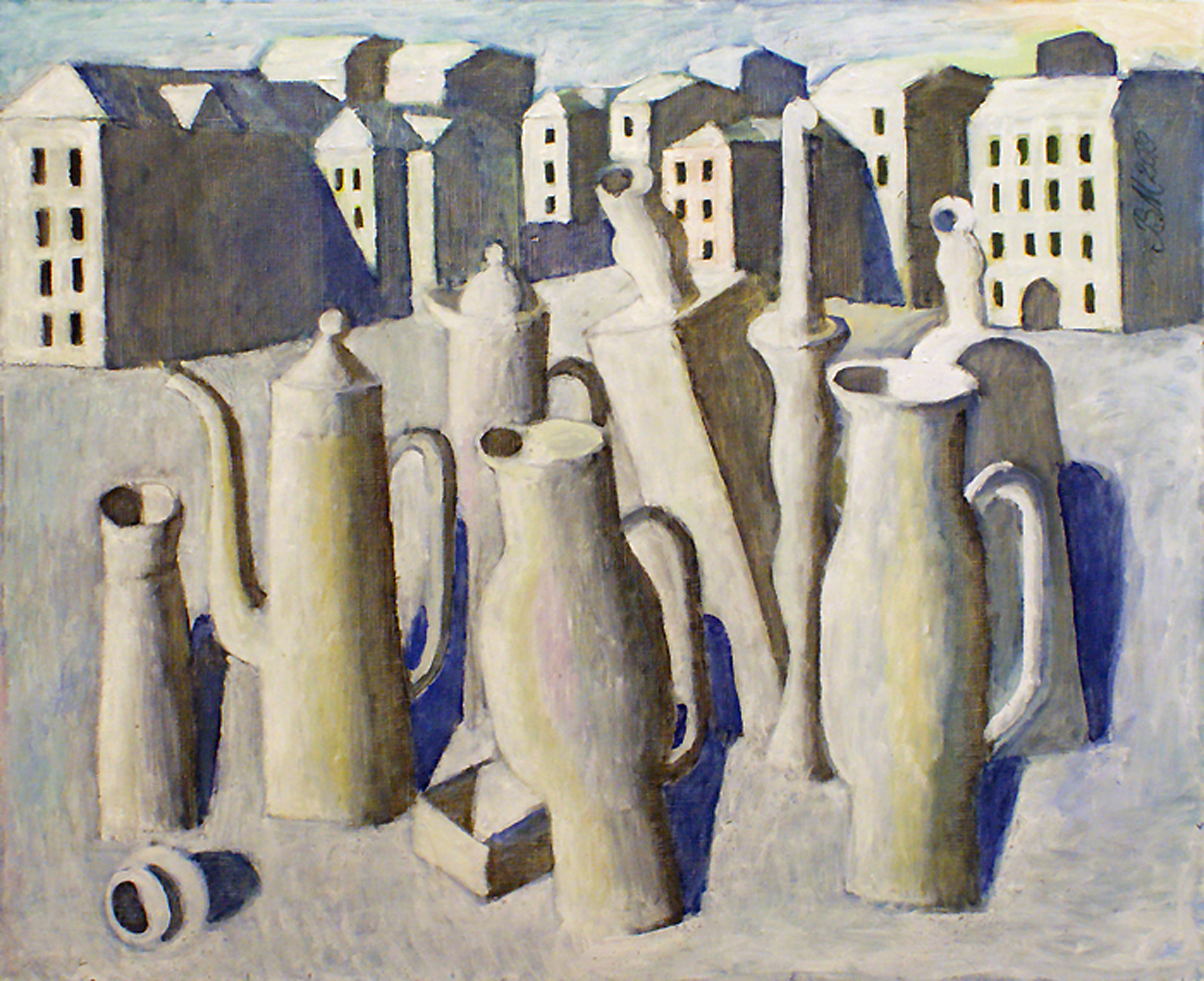
Не отказывайся. 2016, холст, масло

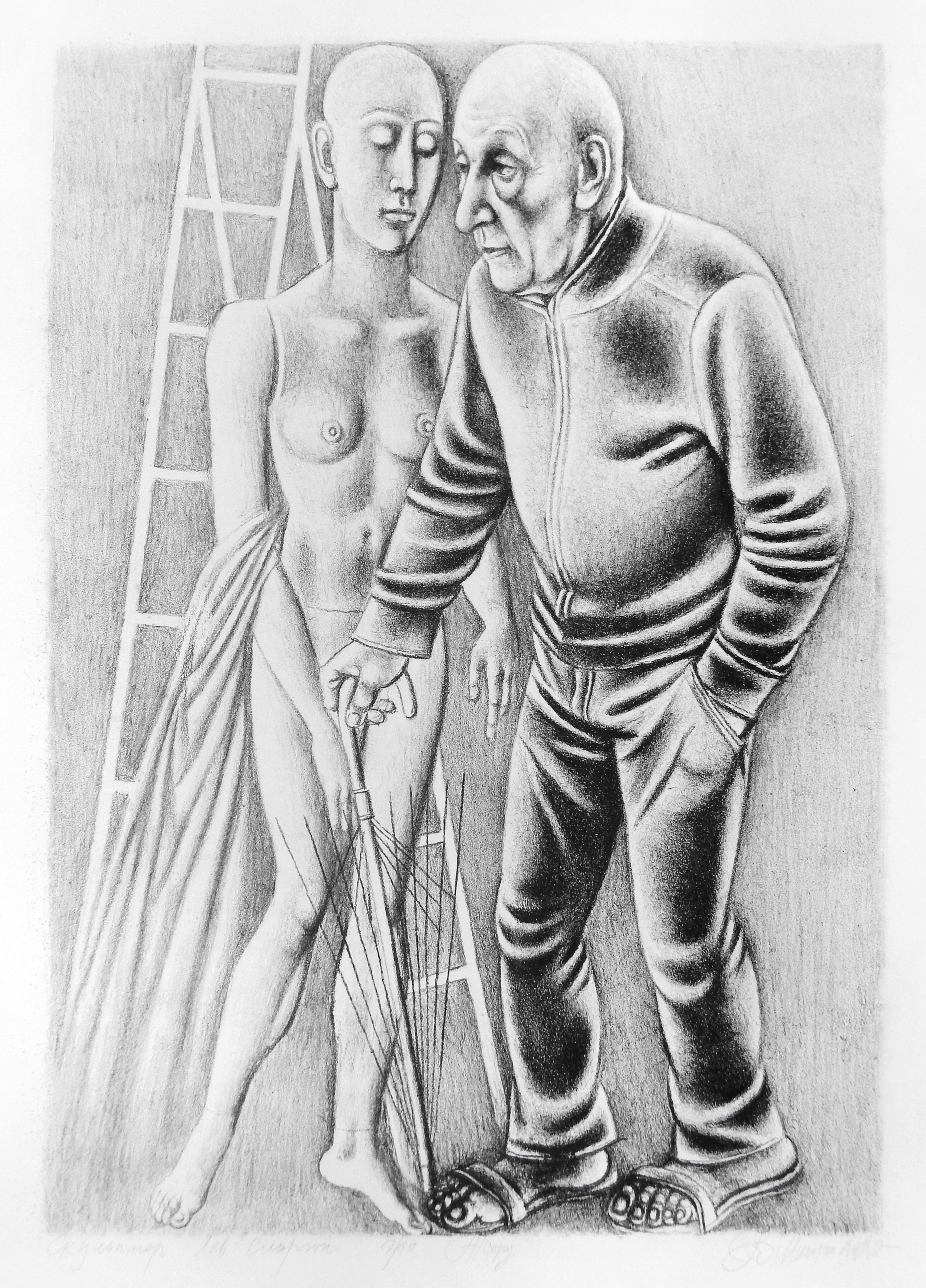
Встретил человека (Лев Сморгон), 2020, 50 х 35 см, бумага, литография

### Монографии
- Валерий Мишин/ Серия Авангард на Неве. СПб.. — 2014;
- Валерий Мишин/ Музей Нонконформизма. СПб.: НП-Принт. — 2009;
- Валерий Мишин/ Студия Остаточного Реализма. СПб.: НП-Принт. — 2009;
- Валерий Мишин/ Мастерская Живописи. СПб.: НП-Принт. — 2009.
- Валерий Мишин/ Дом Графики. СПб.: НП-Принт. — 2008.

### Публикации В. А. Мишина
- Валерий Мишин ЧТО КТО (экстремальная проза Ленинград — Санкт-Петербург). СПб.: Тема. — 2000.
- Валерий Мишин Времена меняются и мы меняемся вместе с ними. СПб.: ЦВЗ Манеж. — 2001.
- Валерий Мишин Герман—Печатник (повесть). Рассказы 1965—1969. СПб.: Формика. — 2001.
- Валерий Мишин ТАК (собрание АКТуальных текстов). СПб.: Лакруа. — 2003.
- Валерий Мишин MONТЕНЬ. СПб.: Деан. — 2004.
- Валерий Мишин Смотреть слушать стихи 1968—1976. СПб.: Изд. Галина Скрипсит. — 2004.
- Валерий Мишин АНТРАКТ (собрание АКТуальных текстов). СПб.: ВВМ. — 2006.
- Валерий Мишин Чердачное (собрание АКТуальных текстов). СПб.: ВВМ. — 2008.
- Валерий Мишин ЯБРЬ ЯРВЬ ЯВРЬ. СПб.: ВВМ. — 2012.
- Валерий Мишин LIKE Шупашкар. Чебоксары: FREE POETRY. — 2015.
- Валерий Мишин ПЕРЕКЛИЧКА. СПб.: ВВМ. — 2016;
- Валерий Мишин Бремя речи. СПб.: ВВМ. — 2016.